# Agrafienka
Agrafienka (ros. Аграфенка) – wieś w Rosji, w rejonie grazowieckim obwódu wołogodzkiego. W 2002 liczyła 4 mieszkańców, z kolei w 2010 populacja miejscowości wynosiła 3 osoby.